# John Buchan (2e baron Tweedsmuir)
John Norman Stuart Buchan (25 novembre 1911 - 20 juin 1996), communément appelé Johnnie Buchan, est un pair britannique et le fils du romancier John Buchan, 1er baron Tweedsmuir. Il est administrateur colonial, naturaliste et aventurier. Il est décrit comme un « brillant pêcheur et naturaliste, un vaillant soldat et un fin écrivain anglais, un explorateur, un administrateur colonial et un homme d'affaires » .

## Jeunesse
Buchan est né à Londres, fils du baron Tweedsmuir et de Susan Grosvenor.
Il fait ses études au Collège d'Eton et en 1930, il entre au Brasenose College d'Oxford, où il obtient un diplôme de quatrième classe en histoire . Pendant qu'il est au Brasenose College, il est un membre actif du Brasenose College Boat Club et rame dans le 1er Torpid du Collège. En tant qu'étudiant de premier cycle, il est également un ami proche de John Gorton.
Buchan étudie ensuite à la Dundee School of Economics.

## Carrière militaire
Après une période dans le service administratif colonial en Ouganda, il contracte la dysenterie et est contraint de quitter l'Afrique pour des raisons de santé. Il rejoint ses parents au Canada en 1936 puis rejoint la Compagnie de la Baie d'Hudson. Il conduit un traîneau à chiens sur 3 000 milles et passe l'hiver 1938-1939 dans la région éloignée de Cape Dorset, à Baffinland .
En septembre 1939, au début de la guerre, il rejoint les Governor General's Foot Guards au Canada et fait partie du premier navire de troupes canadien à atteindre l'Angleterre en décembre 1939. En février 1940, son père meurt et il devient baron Tweedsmuir. En 1941, il sert avec le Hastings and Prince Edward Regiment (avec lequel il commence comme commandant en second), finalement en Sicile, est blessé en Sicile et mentionné deux fois dans les dépêches. Il est nommé Officier de l'Ordre de l'Empire britannique (OBE) dans les honneurs du Nouvel An de 1946.

## Carrière scientifique
Il dirige des expéditions scientifiques en Libye et sur l'île de St Ninians et est pendant 21 ans président de la British Schools Exploring Society. Il est promu Commandeur de l'Ordre de l'Empire britannique (CBE) en 1964.

## Fin de carrière
Plus tard, il vit à Kingston House à Kingston Bagpuize dans l'Oxfordshire rural. Il retourne en Ecosse pour les deux derniers mois de sa vie et meurt dans un petit cottage à North Berwick.
Il n'a pas d'héritier mâle, donc à sa mort la baronnie passe à son frère cadet.

## Famille
Il épouse Priscilla Grant, veuve de Sir Arthur Grant de Monymusk. Elle est décédée d'un cancer en 1978. Il se remarie en 1980 avec Lady Jean Grant .
Avec Priscilla, qui siège à la Chambre des lords suo jure en tant que baronne Tweedsmuir de Belhelvie, ils créent conjointement la loi de 1954 sur la protection des oiseaux .

## Ouvrages
- Always a Countryman (1953)
- One Man's Happiness (1968)